# Silvanus proximus
Silvanus proximus is een keversoort uit de familie spitshalskevers (Silvanidae). De wetenschappelijke naam van de soort werd in 1904 gepubliceerd door Antoine Henri Grouvelle.